# 阿伯戴爾卡德·沙迪
阿伯戴爾卡德·沙迪（1986年12月12日—）是一名阿爾及利亞拳擊運動員，曾代表國家參加2012年倫敦奧運的男子拳擊輕量級比賽，並未獲得獎牌。